# Vincent Radermecker
Vincent Radermecker (ur. 5 lipca 1967 roku w Liège) – belgijsko-włoski kierowca wyścigowy.

## Kariera
Radermecker rozpoczął karierę w międzynarodowych wyścigach samochodowych w 1991 roku od startów w Holenderskiej Formule Ford 1600, gdzie zdobył tytuł mistrzowski. W późniejszych latach Belg pojawiał się także w stawce Brytyjskiej Formuły Ford, Belgian Touring Car Championship, Formuły Opel Lotus Euroseries, Niemieckiej Formuły Opel, Formuły Opel Lotus Nations Cup, Grand Prix Makau, Brytyjskiej Formuły 3, Masters of Formula 3, Niemieckiej Formuły 3, Belgian Procar, British Touring Car Championship, Porsche Supercup, French Supertouring Championship, FIA GT Championship, Belcar, French GT Championship, Belgian Touring Car Championship. ADAC Procar, European Touring Car Cup, World Touring Car Championship, 24 Hours of Spa, Belgian GT Championship, FIA GTN European Cup, Belgian Touring Car Series, 24H Series, Blancpain Endurance Series, 24H Dubai oraz 24h Nürburgring.
W World Touring Car Championship Belg startował w latach 2006, 2010. Nigdy jednak nie zdobywał punktów. Podczas drugiego wyścigu czeskiej rundy w sezonie 2006 uplasował się na trzynastej pozycji, co było jego najlepszym wynikiem w mistrzostwach.